# فوق وما بعده (فلم 1952)
فوق وما بعده (بالإنجليزية: Above and Beyond) هو فيلم أبيض وأسود أمريكي أنتج عام 1952 أخرج الفيلم ملفين فرانك ونورمان باناما، من بطولة روبرت تايلور وإليانور باركر. وتُعالج قصة إسقاط القنبلة الذرية باعتبارها دراما وثائقية، مع التركيز على العلاقة بين تيبيتس وزوجته خلالل الحرب العالمية الثانية ويتناول قصة المقدم بول دبليو تيبيتس الابن، طيار الطائرة التي ألقت القنبلة الذرية على هيروشيما في أغسطس 1945.
تم ترشيح فيلم لجائزتي جوائز الأوسكار حيث تم ترشيح بيرني لاي جونيور ضمن أفضل قصة فيلم سينمائي أصلية وترشيح هوجو فريدهوفر ضمن أفضل موسيقى تصويرية لفيلم درامي

## طاقم التمثيل
- روبرت تايلور بدور العقيدبول تيبيتس،[Note 1] قائد المجموعة المركبة 509 وطيار إينولا جاي
- إليانور باركر بدور لوسي تيبيتس
- جيمس ويتمور بدور الرائد بيل أوانا (ضابط الأمن، عملية سيلفر بليت)
- لاري كيتنج بدور اللواء فيرنون سي. برينت (بديل شخصية خيالية للواء أوزال جيرارد إنت)
- لاري جيتس بدور الكابتن ويليام "ديك" بارسونز، البحرية الأمريكية
- مارلين إرسكين بدور مارغ براتون
- ستيفن دون بدور الرائد هاري براتون، مساعد الطيار (شخصية خيالية) أثناء اختبارات بي-29
- روبرت بيرتون بدور العميد صامويل إي روبرتس (شخصية خيالية ضابط تيبيتس في أفريقيا)
- هايدن رورك بدور الدكتور نورمان رامزي
- لورانس دوبكين بدور الدكتور فان دايك (بدور لاري دوبكين)
- جيم باكوس بدور اللواء كورتيس إي ليماي
- كريستوفر أولسن بدور بول تيبيتس جونيور (الابن) (بدور كريستي أولسن)
- سيدني وإيرنست سيتيج بدور بيبي تيبيتس (الابن)

### ملاحظة
1. ↑  كانت رتبة بول دبليو تيبيتس الابن في ذلك الوقت عقيدًا.

## روابط خارجية
- DVD review
- Above and Beyond  في قاعدة بيانات الأفلام على الإنترنت (بالإنجليزية)
- Above and Beyond في قاعدة بيانات تيرنر كلاسيك موفيز للأفلام.
- فوق وما بعده على فهرس معهد الفيلم الأمريكي
- About the RCA811-K radio that gives Mrs. Tibbets the news about Hiroshima
- فوق وما بعده (فلم 1952) في روتن توميتوز.